# Kylfing

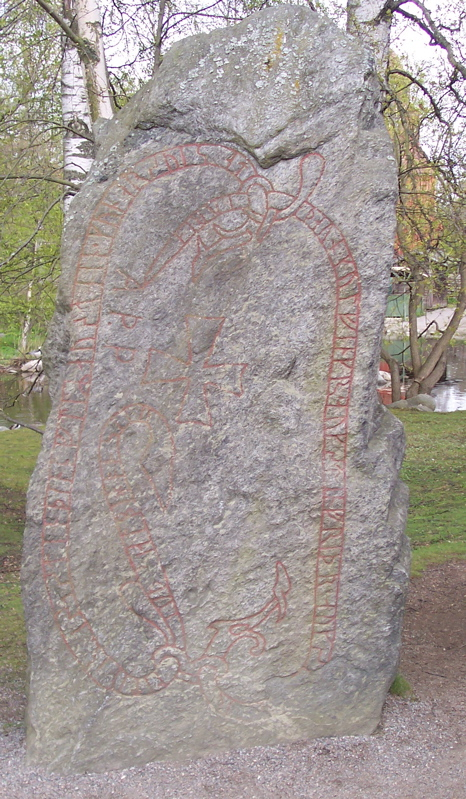
La pietra runica di Norslunda, recante l'iscrizione runica U 419, che menziona il nome personale Kylfingr

I Kylfing (in norreno Kylfingar; in estone Kalevid; in ungherese Kölpények; in antico slavo orientale Колбяги, Kolbiagi; in greco bizantino Κουλπίγγοι, Koulpingoi; in arabo al-Kilabiyya‎?) erano un popolo di origine incerta attivo nell'Europa settentrionale durante l'era vichinga, all'incirca dalla fine del IX secolo all'inizio del XII secolo. Si potevano trovare in aree della Lapponia, della Russia e dell'Impero bizantino frequentate da commercianti, predoni e mercenari scandinavi. Gli studiosi sono in disaccordo sul fatto che i Kylfing fossero di origine etnica finnica o norrena.  Anche la loro origine geografica è controversa, con una provenienza possibile da Danimarca, Svezia e dal Baltico orientale. Se il nome Kylfing denotasse un particolare raggruppamento tribale, socio-politico o economico è anche questo oggetto di ampio dibattito.
Sono menzionati nelle iscrizioni runiche norrene, nelle saghe (in particolare nella Saga di Egil) e nella poesia (come la poesia Haraldskvæði di Thorbjorn Hornklofi), così come nei registri bizantini e nei codici di legge del Rus'. Secondo le saghe, i Kylfing si opposero all'unificazione della Norvegia sotto Harald Bellachioma e parteciparono all'importante battaglia di Hafrsfjord alla fine del IX secolo. Dopo la vittoria di Harald in quella battaglia, nelle saghe, vengono descritti come coloro che compirono incursioni nel Finnmark e altrove nella Norvegia settentrionale e che hanno combattuto contro i luogotenenti di Harald, fra cui Thorolf Kveldulfsson.

## Etimologia
L'etimologia esatta della parola kylfing è controversa e sono state avanzate molte teorie diverse sulla sua origine ultima. Il consenso generale è di far risalire kylfing alle parole del norreno antico, kylfa e kolfr , ma gli studiosi non sono in accordo neanche sul significato di queste parole. Cleasby nota che in norvegese antico, kylfa può significare mazza o randello. Così l'antiquario nazionale islandese Barði Guðmundsson ha tradotto Kylfing con il significato di "portatori di mazze". Come sottolinea Foote, può anche significare un bastone più piccolo, come un bastoncino di conteggio o un gettone di legno usato dai mercanti, e, secondo Jesch, può anche significare la "parte più alta e stretta" della prua di una nave. Holm ha discusso il termine kylfa in relazione alla parola hjúkolfr che significa "incontro" o "corporazione"; secondo Holm, il secondo elemento kolfr potrebbe riferirsi a una freccia simbolica tradizionalmente usata come strumento per convocare le persone ad un incontro.
Queste varie derivazioni hanno portato a numerose interpretazioni. Holm offre due significati: "arciere" e "uomo armato di clava". Numerosi storici hanno affermato che Kylfing si riferisse a un membro di un "club in senso sociale o anglo-americano", una "fratellanza" o un membro di un félag norreno. In numerosi manoscritti islandesi minori su matematica e geografia, Kylfingaland viene identificato con il Garðaríki, cioè Rus' di Kiev, ma le fonti non sono chiare se Kylfingaland sia chiamato così per i Kylfing o viceversa, o se, in effetti, ci sia qualche collegamento.
Il cognato russo di Kylfing è Kolbjag, che segue il modello di sviluppo * kolƀing (* kulƀing ) > * kolƀęg > kolbjag . I Kolbiagi erano un gruppo di mercanti-avventurieri e mercenari stranieri menzionati in numerose fonti russe antiche. Sono spesso menzionati insieme ai Variaghi, un termine usato nell'Europa orientale per descrivere commercianti e pirati del Mar Baltico. In greco bizantino, erano chiamati koulpingoi e servivano come unità dell'esercito bizantino, elencati accanto alla Guardia Variaga, di origine scandinava.
Tuttavia, una derivazione completamente diversa è stata avanzata dallo studioso russo B. Briems. Egli ha ipotizzato che Kylfingr fosse una traduzione norrena diretta dell'autodesignazione votica Vatjalaiset e Vatja (o Vadjalaiset e Vadja) usata dai Voti, un popolo finnico residente in Ingria, Russia. Julius Brutzkus ha suggerito che i Variaghi e i Kylfing potrebbero avere un'origine non norrena, derivando invece dalle lingue turche, in particolare dalle lingue bulgara e cazara. Brutzkus ha affermato che Variago deriva dalla radice turca varmak ("camminare, viaggiare") mentre Kylfing era una pronuncia norrena dello slavo kolbiagi , derivante a sua volta dalla frase turca köl-beg ("re del mare"); secondo questa interpretazione la parola Kylfing sarebbe più o meno sinonimo di "vichingo".

## Identità
Secondo la Saga di Egil, i Kylfing commerciavano e saccheggiavano nel Finnmark intorno all'anno 900. Thorolf Kveldulfsson, agente fiscale di re Harald nella Norvegia settentrionale, assunse degli esploratori Sami per monitorare i movimenti dei Kylfing e riportargli i loro movimenti. Contrastando le loro incursioni, si dice che abbia ucciso oltre un centinaio di predoni Kylfing.
Alcuni studiosi li vedono come scandinavi mentre altri li considerano una tribù finnica e affermano una connessione tra la parola Kylfing e i miti finlandesi, sami e careliani su Kalev.  Altrove sono descritti come un misto di persone norvegesi e finlandesi che erano impiegate come mercenari e agenti fiscali dai governanti scandinavi; in questo contesto Ravndal interpretò l'elemento kylfa come un riferimento a un "club" nel senso di organizzazione. Arbman sostiene che i Kolbiagi fossero una corporazione separata di commercio di pellicce.  Postan et al., d'altra parte, ipotizzano che Kolbiag indicasse un partecipante junior in una corporazione commerciale variaga, piuttosto che un gruppo separato.

## Popoli finnici
Holm (1992) ritiene che la saga di Egil equipara i Kylfing ai careliani finnici. Nel XIV secolo, quando i re svedesi iniziarono a dirigere la loro attenzione verso nord e ad incoraggiare la colonizzazione svedese nel Norrbotten, esistevano delle normative secondo cui i Birkarl e i popoli Sami non dovevano essere interrotti nelle loro attività tradizionali. Una gran parte dei careliani si trovava sotto Novgorod, che era inclusa in quella che le fonti islandesi chiamavano Kylfingaland, e quindi i Kylfing avrebbero potuto essere tribù finlandesi baltiche sotto Novgorod.

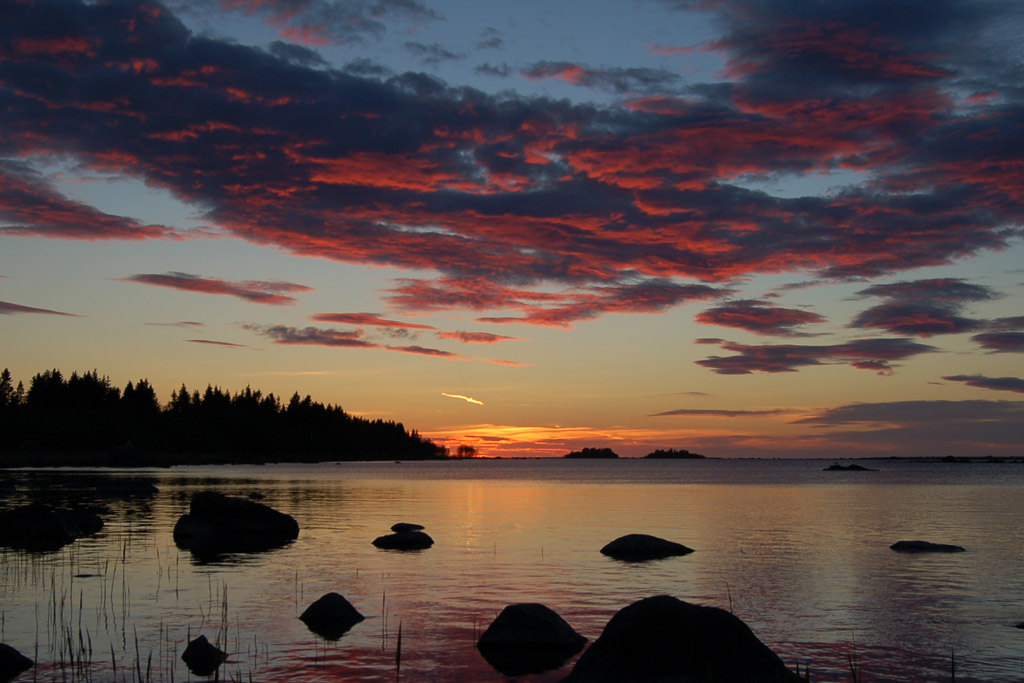
La costa orientale del Golfo di Botnia, proposta dai sostenitori dell'origine finnica dei Kylfing come patria di quel gruppo

Sia gli slavi orientali che i bizantini fecero sempre una netta distinzione tra Variaghi e Kylfingi, e i bizantini li distinsero nello stesso modo in cui separarono i franchi dai saraceni. Secondo Holm tali separazioni sono indicative di chiare differenze etniche tra i due gruppi. Inoltre, sia le fonti slave orientali che quelle bizantine associano esplicitamente i Variaghi alla regione baltica, che chiamavano Varangia, e in arabo il Mar Baltico era chiamato Bahr Varank , cioè "Mare dei Varanghi". Non ci sono connessioni comparabili quando menzionano i Kylfingi. Un'altra differenza è il fatto che le fonti bizantine collegano la parola varangoi con rhōs per chiarire che i rhōs-varangoi e i varangoi hanno origine nel Baltico proprio come i rhōs, ma non stabiliscono le stesse associazioni per i koulpingoi.
I Kylfing sono stati anche identificati con il popolo Votico. Carl Christian Rafn, Edgar V. Saks, B. Briem e Sigurður Nordal hanno proposto che Kylfing fosse il nome norreno per i Votici. Il motivo è che l'etnonimo Vadja(laiset) può essere associato alla parola vadja (moderno estone vai' ) che significa "palo", "cuneo" o "bastone", che corrisponde al norreno antico kolfr. Vadjalaiset verrebbe di conseguenza tradotto in norreno orientale antico come kolfingar , che in norreno occidentale antico (islandese antico) verrebbe umlautato come kylfingar. Mentre alcuni nomi nativi furono scandinavizzati, come Rostov in Ráðstofa, i norreni appresero il significato di altri nomi e li tradussero, cosa che fecero con Volkhov e nel caso di alcune cascate del Dniepr. La teoria secondo cui i Kylfing erano Voti è stata osteggiata da Max Vasmer e Stender-Petersen, mentre Holm la ritiene probabile. Holm ritiene evidente che i Variaghi e le tribù finniche fossero in grado di cooperare bene, e sottolinea la relativa facilità e stabilità con cui la Finlandia fu in seguito integrata come parte del regno svedese. Jorma Koivulehto, un linguista finlandese, non è d'accordo con la teoria dei Voti e sostiene che il nome Votico o qualsiasi altro etnonimo finnico non è etimologicamente collegato al nome Kylfingar.
Anche gli Estoni sono stati identificati con i Kylfing.

## Scandinavi

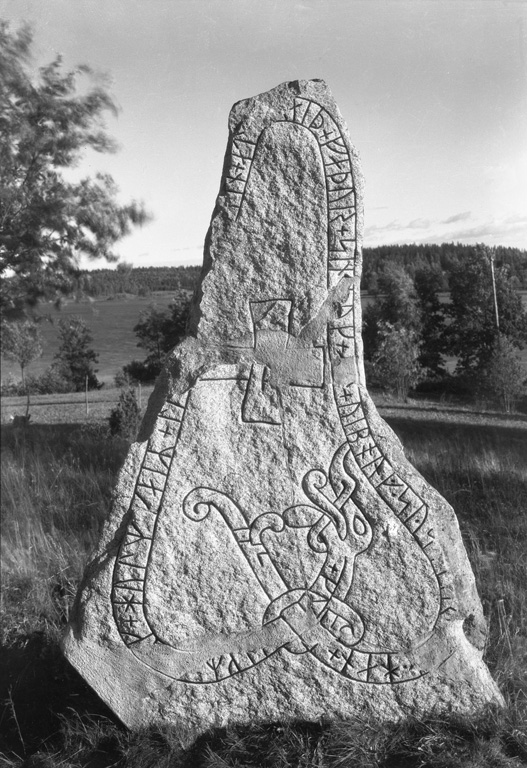
Pietra runica Sö 318, contenente il nome personale Kylfingr

Barði Guðmundsson identificò i Kylfing come una tribù scandinava orientale, forse svedese, che si infiltrò nella Norvegia settentrionale durante la fine del IX secolo. Guðmundsson collega i Kylfing con gli Eruli germanici che furono attivi in tutta l'Europa settentrionale e in Italia durante il V e il VI secolo. Secondo Guðmundsson, molti di questi Kylfing potrebbero essere emigrati in Islanda durante il IX e il X secolo. Altri studiosi hanno attribuito un'origine danese a questa tribù.
Alcuni studiosi hanno considerato i Kylfing della Saga di Egil come un "popolo germanico conquistatore", o gli esattori delle tasse del re svedese. Holm (1992) considera tali suggerimenti anacronistici perché i re svedesi non mostrarono alcun interesse per la Fennoscandia settentrionale durante il nono e il decimo secolo, e nemmeno la successiva legge di Hälsingland menziona alcun insediamento svedese a nord di Bygdeå nel sud del Västerbotten.
Pritsak identificò i Kylfing come una "organizzazione commerciale e mercenaria professionale" che organizzava spedizioni verso nord, nelle terre dei Sami, a differenza di altri gruppi variaghi e vichinghi le cui spedizioni si concentravano sulle terre a ovest e a est della Scandinavia. Questa interpretazione è supportata da storici come Stender-Petersen.
Un certo numero di pietre runiche in Svezia contengono il nome personale Kylfingr, che può o non può essere collegato ai Kylfing come gruppo.

## Altri suggerimenti
Alcuni storici hanno ipotizzato che i Kylfing fossero un popolo slavo occidentale imparentato con i pomeraniani. Secondo questa interpretazione, il termine slavo Kolbiag potrebbe condividere origini comuni con toponimi come Kołobrzeg (in precedenza Kolberg), una città sulla costa baltica della Pomerania, e Kolpino, un insediamento vicino alla moderna San Pietroburgo.

## Stato

### Impero bizantino

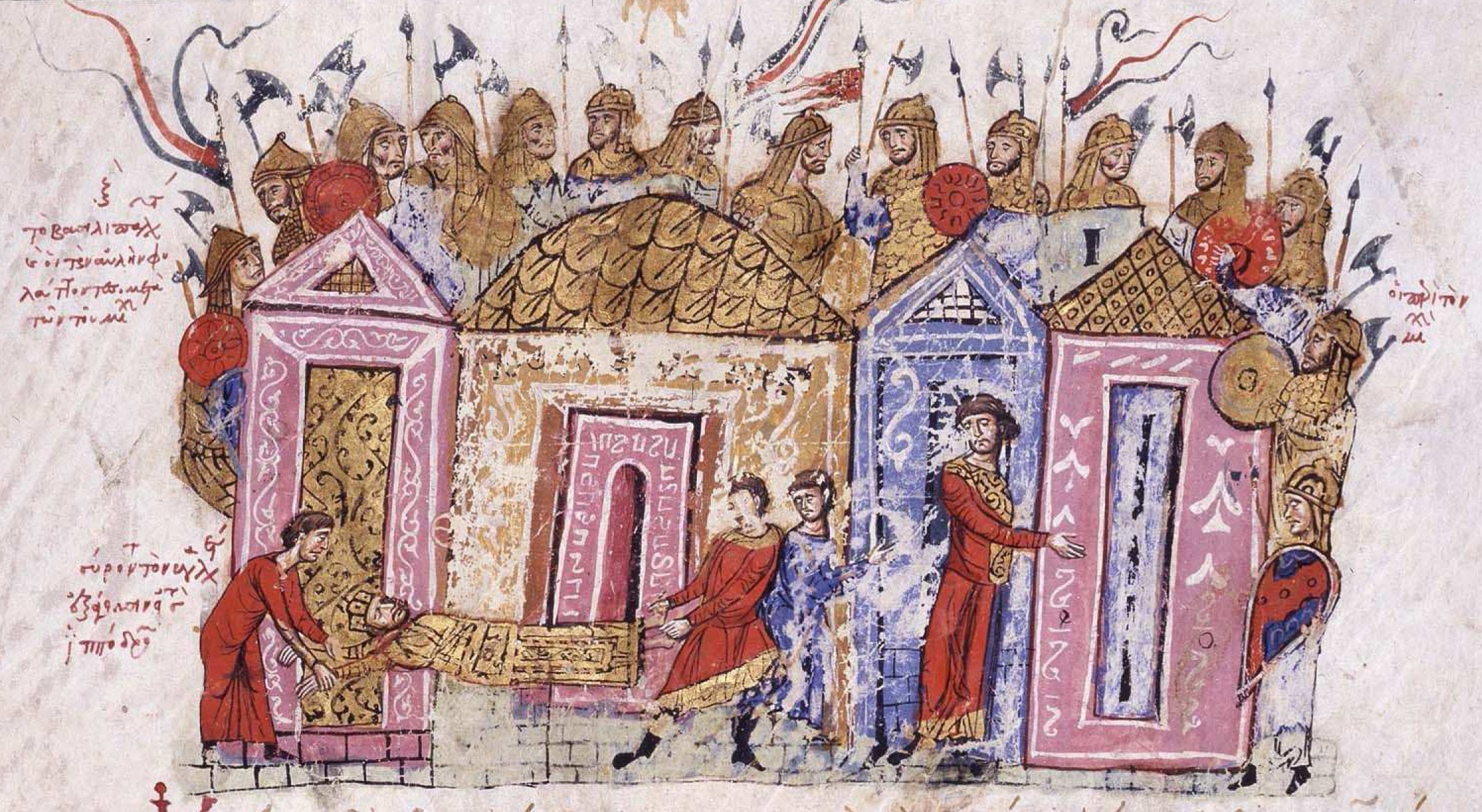
Guardie variaghe, un'illuminazione dalla cronaca dell'XI secolo di Giovanni Scilitze

Fonti bizantine dell'XI secolo si riferiscono ai Kylfingi (Κουλπίγγοι, Koulpingoi; spesso attestati al genitivo plurale Κουλπίγγων , Koulpingon) come appartenenti agli stranieri che prestavano servizio come mercenari a Costantinopoli, ma sembrano distinguere tra loro e i Variaghi. Ad esempio, una crisobolla imperiale, un editto con sigillo d'oro, emesso nel 1073 esenta alcuni monasteri dall'essere costretti ad alloggiare soldati di un'etnia specifica: Variaghi, Rus', Saraceni, Franchi e Koulpingoi . Negli editti precedenti emessi nel 1060 e nel 1068 i Koulpingoi non erano stati delineati separatamente. Editti simili furono emanati nel 1082, 1086 e 1088. L'editto emanato da Alessio I Comneno nel 1088, ad esempio, recita:
A tutta l'isola sopra menzionata [di Patmos], così come al monastero con tutte le sue proprietà, è concessa l'esenzione [exkousseia] dall'alloggio [mitata] di tutti i comandanti, sia Rhomaioi che alleati stranieri, cioè i Rus, i Variaghi, i Koulpingoi, gli Inglinoi, i Frangoi, i Nemitsoi, i Bulgari, i Saraceni, gli Alani, gli Abasgoi, gli Immortali e tutti gli altri Romani e stranieri.

### Russia e Baltico orientale
I Kylfing erano attivi anche nel Baltico orientale e nella Russia settentrionale. Kylfingaland potrebbe essere stato usato per riferirsi alla Carelia; su alcune pietre runiche è stato interpretato come sinonimo di Garðariki, il nome norreno antico per la Russia. La Ruskaya Pravda dell'XI secolo, il codice di leggi della Rus' di Kiev, concede certi privilegi ai Kylfing ( Колбяги o "Kolbiagi") oltre ai Variaghi ("Varyagi").  Ad esempio, i Variaghi e i Kylfing avevano il diritto di sporgere denuncia con un giuramento senza fare affidamento su alcun testimone. Inoltre, per giurare innocenza, avevano bisogno solo di due testimoni, mentre uno slavo nativo ne aveva bisogno fino a sette. Inoltre, i Variaghi e i Kylfinghi avevano il diritto di dare rifugio a un fuggitivo per un massimo di tre giorni, mentre gli Slavi e gli altri dovevano consegnarlo direttamente.

### Ungheria
Si dice che un'organizzazione militare chiamata Kölpények sia esistita nell'Ungheria medievale durante il decimo, undicesimo e dodicesimo secolo. Gli studiosi ungheresi hanno proposto che i Kölpények fossero identici ai Kylfings/Kolbiagi. Fonti ungheresi considerano i Kölpények di origine scandinava. Furono assunti dai primi sovrani della Casa di Arpad, in particolare Taksony d'Ungheria negli anni '50 del 900, per servire come guardie di frontiera. Combatterono con i loro datori di lavoro magiari al fianco di Sviatoslav I di Kiev contro la Bulgaria e l'Impero bizantino. In alternativa, i Kölpények potrebbero essere stati di origine pecenega, poiché esisteva un gruppo tribale pecenego chiamato Külbej più o meno nello stesso periodo.

## Austkylfur

Norvegia ca. 872 d.C. (con il regno di Harald mostrato in rosso) prima della decisiva battaglia di Hafrsfjord

Il poeta scaldico Thorbjorn Hornklofi scrisse di Austkylfur , o "Kylfing orientali", nel suo poema epico Haraldskvæði . In alcuni manoscritti il nome è stato, probabilmente erroneamente, reso auðkylfur o "uomini ricchi". Alcuni filologi, usando il significato nautico della parola kylfa, interpretano la frase come "navi orientali". Altri, come F. Jonsson, interpretarono Austkylfur come "tronchi orientali", mentre Vigfusson credeva che la frase significasse propriamente semplicemente "uomini dell'est". Un'altra interpretazione del termine usato in Haraldskvæði è quella dispregiativa di "zoticoni orientali".
Guðmundsson identificò specificatamente l'Austkylfur del poema di Hornklofi con i Kylfing menzionati altrove nelle fonti scandinave e dell'Europa orientale, e interpretò la frase Austkylfur nel senso di "uomini orientali armati di mazze".
In Haraldskvæði, come riportato da Snorri Sturluson nell'Heimskringla, gli Austkylfur furono descritti come oppositori di Harald Fairhair alla Battaglia di Hafrsfjord. Come tali, formarono parte della forza, guidata da Kjotve il Ricco di Agder e dai re e jarl di Hordaland, Rogaland e Telemark, che giunse a Hafrsfjord per combattere l'egemonia invadente di Harald. L'esatta relazione tra gli Austkylfur e la coalizione anti-Harald è sconosciuta. Nora Chadwick identifica gli Austkylfur come la parte della forza che si opponeva a Harald che proveniva da Agder e Telemark. Questi distretti si trovano più a est rispetto agli altri regni che si opponevano al governo di Harald.  Dopo la loro sconfitta da parte di Harald e del suo esercito, la proprietà dei Kylfing fu saccheggiata e le loro donne, descritte come "fanciulle orientali", furono distribuite dal re vittorioso tra i suoi guerrieri.

## Cronologia
| Data           | Lavoro menzionato                                                                                                | Dettagli |
| circa 880      | Haraldskvæði di Thorbjorn Hornklofi, composto intorno al 900 (come conservato nell'Heimskringla del XIII secolo) | Gli "Austkylfur" partecipano alla battaglia di Hafrsfjord tra Harald Bellachioma, re di Norvegia, e una coalizione guidata dal re Kjotve di Agder; le loro donne vengono divise come bottino di guerra tra i guerrieri di Harald. |
| circa 900      | Saga di Egil (XIII secolo)                                                                                       | Thorolf Kveldulfsson sconfisse una grande forza di predoni Kylfing nella Norvegia settentrionale in questo periodo. |
| circa 950      | Gesta Hungarorum, scritta nel 1100-1200                                                                          | Il principe Taksony d'Ungheria assolda mercenari chiamati Kölpények, probabilmente identici ai Kylfing. |
| 970–972        | Gesta Ungarorum                                                                                                  | I mercenari di Kölpények prestano servizio nell'esercito magiaro a sostegno della campagna bulgara di Sviatoslav I di Kiev. |
| circa 1000     | Pietre runiche Sö 318, U 320, U 419, U 445                                                                       | Le pietre runiche svedesi sono erette con il nome personale "Kylfingr". |
| Anni 1010      | Russkaya Pravda, codice giuridico della Rus' di Kiev                                                             | Inizio della codificazione della Russkaya Pravda, che garantisce diritti e privilegi speciali ai Kolbiagi. |
| Anni 1070-1080 | Crisobolle bizantine                                                                                             | I Koulpingoi sono menzionati tra le altre nazioni con contingenti nell'esercito bizantino. |
| circa 1100     | Gesta Ungarorum                                                                                                  | I mercenari di Kölpények sono ancora attivi in Ungheria. |
| circa 1150     | Landfræði, un testo geografico dell'islandese Nikolas Bergsson                                                   | La Russia è chiamata Kylfingaland. |
| circa 1400     | Bjarkarimur, una poesia basata in parte sulla perduta Saga di Skjoldunga                                         | Viene menzionato un berserkr proveniente dalla "Terra dei Kylfing". |